# メタルマックス2 スーパーコレクション
『メタルマックス2 スーパーコレクション』（メタルマックスツー スーパーコレクション）は、1993年にアスキー（現・アスキー・メディアワークス）より刊行された『メタルマックス2』のアンソロジーコミック。

## 概要
山本貴嗣（シリーズのキャラクターデザイン）、こいでたく（取扱い説明書の挿絵）、夏元雅人、岡田敦志によるメタルマックスのコミカライズ作品。